# Чехова, Хеда
Хеда Чехова (чеш. Heda Čechová, урождённая Шимандлова (чеш. Šimandlová); 17 июля 1928, Прага, Чехословакия — 23 апреля 2020) — чешская теле- и радиоведущая, политик. С 1990 по 1992 год, после Бархатной революции и начала перехода Чехословакии к демократии, она была членом Чешского национального совета от Гражданского форума.

## Биография
Хеда Шимандлова родилась в Праге, столице тогдашней Чехословацкой республики, 17 июля 1928 года. После окончания Второй мировой войны, ещё будучи студенткой, изучавшей химию, она начала работать диктором на радио Чехословакии, где трудился её отец. С 1954 года Шимандлова уже вела программы на телевидении. В 1960-х годах она стала одной из самых популярных телеведущих Чехословакии.
Её телевизионная карьера закончилась в 1968 году после вторжения сил стран Варшавского договора в Чехословакию, покончившего с Пражской весной. Чеховой и её коллегам было запрещено сообщать о происходившем в ходе этого вторжения. В ответ на это Чехова вела свою телепрограмму в прямом эфире в чёрном платье, протестуя таким образом как против вторжения, так и против цензуры, введённой государственным телевидением. Она была понижена со своей должности телеведущей в прямом эфире до должности хранителя архивных записей телестанции. В 1977 году Чехова уволилась с телестанции с пенсией по инвалидности из-за поставленного ей диагноза рака. На момент постановки этого диагноза врачи прогнозировали, что ей оставалось жить всего три месяца. Однако она перенесла операцию и шесть недель курса лучевой терапии, что помогло ей победить рак.
Чехова подумывала об эмиграции из страны, но осталась на родине из-за своего сына.
Чехова недолгое время, после Бархатной революции и падения коммунизма в Чехословакии, занималась политикой. Она была избрана в Чешский национальный совет, законодательный орган Чехии в период её вхождения в чехословацкую федерацию, в качестве депутата от Гражданского форума. Там он работала с 1990 по 1992 год. Чехова утверждала, что занялась политикой не ради денег (зарплата там составляла всего 12 тысяч чехословацких крон в месяц), а потому что для неё было важно чувство свободы. После окончания своего срока в 1992 году она ушла из политики.
Чехова была замужем дважды. Первый её брак с актёром Владимиром Чехом-старшим закончился разводом. Её единственный ребёнок, актёр и телеведущий Владимир Чех, умер от синдрома Линча в 2013 году..
Хеда Чехова умерла 23 апреля 2020 года в возрасте 91 года. Она была удостоена звания почётного гражданина района Прага 3.